# Olympische Winterspiele 1960/Skilanglauf
Bei den VIII. Olympischen Winterspielen 1960 in Squaw Valley fanden sechs Wettbewerbe im Skilanglauf statt. Diese galten gleichzeitig als 23. Nordische Skiweltmeisterschaften. Somit wurden neben olympischen Medaillen auch Weltmeisterschaftsmedaillen vergeben. Austragungsort war das McKinney Creek Stadium.

## Bilanz

### Medaillenspiegel
| Platz  | Land        | Gold | Silber | Bronze | Gesamt |
| ------ | ----------- | ---- | ------ | ------ | ------ |
| 1      | Schweden    | 2    | 2      | 1      | 5      |
| 2      | Finnland    | 2    | 1      | 2      | 5      |
| 3      | Sowjetunion | 1    | 2      | 3      | 6      |
| 4      | Norwegen    | 1    | 1      | –      | 2      |
| Gesamt | Gesamt      | 6    | 6      | 6      | 18     |

### Medaillengewinner
Männer
| Disziplin         | Gold                                                                 | Silber                                                                | Bronze                                                                        |
| ----------------- | -------------------------------------------------------------------- | --------------------------------------------------------------------- | ----------------------------------------------------------------------------- |
| 15 km             | Håkon Brusveen (NOR)                                                 | Sixten Jernberg (SWE)                                                 | Veikko Hakulinen (FIN)                                                        |
| 30 km             | Sixten Jernberg (SWE)                                                | Rolf Rämgård (SWE)                                                    | Nikolai Anikin (URS)                                                          |
| 50 km             | Kalevi Hämäläinen (FIN)                                              | Veikko Hakulinen (FIN)                                                | Rolf Rämgård (SWE)                                                            |
| 4 × 10 km Staffel | FinnlandToimi Alatalo Veikko Hakulinen Väinö Huhtala Eero Mäntyranta | NorwegenHallgeir Brenden Håkon Brusveen Harald Grønningen Einar Østby | SowjetunionNikolai Anikin Alexei Kusnezow Anatoli Scheljuchin Gennadi Waganow |

Frauen
| Disziplin        | Gold                                                  | Silber                                                       | Bronze                                          |
| ---------------- | ----------------------------------------------------- | ------------------------------------------------------------ | ----------------------------------------------- |
| 10 km            | Marija Gussakowa (URS)                                | Ljubow Kosyrewa (URS)                                        | Radja Jeroschina (URS)                          |
| 3 × 5 km Staffel | SchwedenSonja Edström Irma Johansson Britt Strandberg | SowjetunionMarija Gussakowa Radja Jeroschina Ljubow Kosyrewa | FinnlandToini Pöysti Siiri Rantanen Eeva Ruoppa |

## Vorschau
Die Vorschau im «Sport Zürich» vom 19. Februar 1960 wies vorerst darauf hin, dass die geographische Lage (zum einen der McKinney-Creek auf 2.000 m Seehöhe, zum anderen die südliche Lage ungefähr am gleichen Breitengrad wie Madrid) und dazu auch die hier von der Luftfeuchtigkeit stark abhängige Beschaffenheit des Schnees wichtige Faktoren sein werden. Bei den Weltmeisterschaften 1958 habe es den Eindruck gemacht, als ob bei den Frauen eine Stagnation eingetreten sei. Nun seien jedoch besonders in Schweden neue Namen aufgetaucht, was eine Umschichtung vermuten lasse. Bei den SDS-Rennen in Grindelwald hätten sowohl Polen als auch die Tschechoslowakei sowie überraschenderweise Westdeutschland neue und zum Teil recht vielversprechende Kräfte präsentiert. Allgemein ging man davon aus, dass die meisten Medaillen an die Sowjetunion gehen würden.
Bei den Herren habe Schweden mit Sixten Jernberg das „beste Eisen“ im Feuer. Er könne als einziger klarer Favorit für mindestens einen Sieg bezeichnet werden, zumal er genau zur richtigen Zeit in Hochform sein würde. Auch Rolf Rämgård schiebe sich immer deutlicher in den Vordergrund. Olsson, die „ganze Reihe Larsson“ und andere würden eine sehr beachtenswerte Streitmacht hinter Jernberg bilden. Die „geschlossenste Mannschaft“ dürfte Finnland stellen (vor allem im Staffellauf), obwohl sie wegen Schneemangels in ihrem Training arg behindert gewesen sei. Ob ihr großes Ass Hakulinen seine alte Durchschlagskraft nochmals ausspielen könne, sei nicht ausgeschlossen. Von den Sowjetläufern wisse man, dass sie bereits im Vorwinter eine starke Rekognoszierungsequipe nach Squaw Valley entsandt hätten; ihre „Schachzüge würden also von langer Hand vorbereitet“ sein. Aus Pressemeldungen war zu schließen, dass ihr Training konsequent auf hochgelegenen Stationen stattgefunden habe. Die Mannschaft sei als stark einzuschätzen, wobei voraussichtlich Pawel Koltschin, Anatoli Scheljuchin und Alexander Gubin herausstechen würden. Vieles deute darauf hin, dass nach den Enttäuschungen der Norweger 1956 und 1958 wieder Klasseleute heranreifen. Jedenfalls hätten Andreasen, Jensen und vor allem Stensheim von sich reden gemacht. Der zweifache Olympiasieger Brenden habe sich für diese Spiele empfohlen, doch müsse da noch abgewartet werden. Sicher sei nur, dass er einer der besten Techniker auf der Loipe und äußerst gefährlich sei, wenn es steil und häufig bergauf und ab gehe. Auch Brusveen könne auf den kurzen Strecken nochmals Überraschungen schaffen.
Im 15-km-Rennen könnte der Fall eintreten, dass einige Routinierte durch jüngere Athleten zurückversetzt würden, das Leistungsniveau habe sich angeglichen. In Lahti habe sich der Franzose Mermet auf Rang 16 hervorschieben können, diesmal sei dies eher dem Italiener De Florian zuzutrauen oder den Polen Mateja und Rysula. Eine gute Platzierung eines Schweizers gehöre nicht unbedingt „ins Reich der Märchen“. Die stärkste Staffel hinter den Skandinaviern und Sowjets dürfte wiederum Italien stellen, auch Polen müsse beachtet werden. Rang sechs für die Schweizer Staffel wäre ein Erfolg. Auf den längeren Distanzen würden die nordischen und russischen Kanonen ihre Überlegenheit noch deutlicher ausspielen. Seitens der Schweiz werde auf Fritz Kocher gesetzt, der dazu fähig wäre, falls er seine Formkrise überwunden habe und sich in guter Verfassung befände.

## Ergebnisse Männer

### 15 km
| Platz | Land | Athlet             | Zeit (min) |
| ----- | ---- | ------------------ | ---------- |
| 1     | NOR  | Håkon Brusveen     | 51:55,5    |
| 2     | SWE  | Sixten Jernberg    | 51:58,6    |
| 3     | FIN  | Veikko Hakulinen   | 52:03,0    |
| 4     | URS  | Gennadi Waganow    | 52:18,0    |
| 4     | NOR  | Einar Østby        | 52:18,0    |
| 6     | FIN  | Eero Mäntyranta    | 52:40,6    |
| 7     | SWE  | Janne Stefansson   | 52:41,0    |
| 8     | SWE  | Rolf Rämgård       | 52:47,3    |
| 9     | ITA  | Marcello De Dorigo | 52:53,5    |
| 10    | URS  | Nikolai Anikin     | 52:55,0    |
|       |      |                    |            |
| 24    | EUA  | Cuno Werner        | 55:25,6    |
| 27    | SUI  | Alphonse Baume     | 55:58,9    |
| 31    | SUI  | Lorenz Possa       | 56:30,1    |
| 32    | EUA  | Enno Röder         | 56:54,4    |
| 37    | SUI  | Marcel Huguenin    | 57:36,7    |
| 38    | EUA  | Werner Haase       | 57:40,3    |
| 39    | SUI  | Konrad Hischier    | 57:43,9    |
| 42    | EUA  | Siegfried Weiß     | 58:04,6    |

Datum: 23. Februar 1960, 08:00 Uhr
54 Teilnehmer aus 19 Ländern, alle in der Wertung.
Alle drei Medaillengewinner hatten Rennerfahrung von sieben bis zehn Jahren. Die Goldmedaille holte Brusveen, der während seiner bisherigen Laufbahn immer im Schatten von Brenden gestanden war. Die Norweger, die in den letzten Jahren ins Hintertreffen geraten waren, hatten nach dem Sieg von Georg Thoma in der Kombination bereits befürchtet, im Loipensport sieglos zu bleiben. Nun aber rückte durch das gute mannschaftliche Ergebnis die Chance auf eine Staffelmedaille wieder näher, nachdem die Sowjet-Starter glattweg versagt hatten, denn drei von ihnen waren langsamer als der beste Mitteleuropäer. Beispielsweise landete Anikin, der in den Vorberichten zu den Medaillenanwärtern gezählt worden war, abgeschlagen auf Rang 10.
Das Rennen begann bei Minus 7 bis 8,5 Grad und unter strahlend blauem Himmel. Es waren nur etwa 100 Zuschauer im Zielstadion erschienen, der Startintervall betrug 30 Sekunden. Der Schnee war hart und trocken, es gab keinerlei Wachsprobleme. Nachdem die Sowjetunion auf den erkälteten Koltschin verzichten musste, rechnete man fest mit einem Skandinavier-Sieg. Die Strecke bestand aus einer einzigen Schleife, die jedoch von jener in der Nordischen Kombination sehr verschieden war. Die größte Schwierigkeit befand sich von Kilometer 6,5 bis 9, wo sich eine 1,5 km lange Rampe mit 96 m Höhendifferenz (gefolgt von einer recht steilen Abfahrt) befand. Eine zweite Rampe von 800 m Länge und 40 m Höhendifferenz brachte die Loipe auf ihren höchsten Punkt von 2045 m. Brusveen begann vorsichtig; er lag nach den ersten 5 km auf Platz 5 (hinter Stefansson, Jernberg, Rämgård und Waganow) und schob sich nach 10 km auf Platz 2 hinter Jernberg vor. Ihm als guter Abfahrer kam der letzte Streckenteil entgegen, während sich Jernberg hier nicht so sicher fühlte. Der norwegische Skiverbandspräsident Thorbjørn Nordahl hob nach Rennschluss Brusveens Außenseiterrolle hervor, als er zugab, dass dieser „beinahe wegen seiner mittelmäßigen Vorsaisonsleistungen nicht mitgenommen worden wäre“, er habe erst zwei Tage vor dem Abflug die Flugkarte erhalten.

### 30 km
| Platz | Land | Athlet           | Zeit (h)  |
| ----- | ---- | ---------------- | --------- |
| 1     | SWE  | Sixten Jernberg  | 1:51:03,9 |
| 2     | SWE  | Rolf Rämgård     | 1:51:16,9 |
| 3     | URS  | Nikolai Anikin   | 1:52:28,2 |
| 4     | URS  | Gennadi Waganow  | 1:52:28,2 |
| 5     | SWE  | Lennart Larsson  | 1:53:53,2 |
| 6     | FIN  | Veikko Hakulinen | 1:54:02,0 |
| 7     | FIN  | Toimi Alatalo    | 1:54:06,5 |
| 8     | URS  | Alexei Kusnezow  | 1:54:23,9 |
| 9     | NOR  | Hallgeir Brenden | 1:55:19,8 |
| 10    | NOR  | Oddmund Jensen   | 1:55:35,0 |
|       |      |                  |           |
| 21    | EUA  | Helmut Weidlich  | 2:01:25,8 |
| 24    | SUI  | Alphonse Baume   | 2:02:04,2 |
| 26    | EUA  | Josef Maier      | 2:02:10,6 |
| 28    | SUI  | Marcel Huguenin  | 2:03:25,6 |
| 29    | EUA  | Rudolf Dannhauer | 2:03:38,9 |
| 32    | SUI  | Lorenz Possa     | 2:05:41,2 |
| 33    | EUA  | Siegfried Hug    | 2:05:48,2 |

Datum: 19. Februar 1960, 08:00 Uhr
48 Teilnehmer aus 17 Ländern, davon 45 klassiert
Erster Starter war Oddmund Jensen aus Norwegen. Schon nach 5 km zeichnete sich der Erfolg des hohen Favoriten Jernberg ab, der 18 Sekunden vor seinem Landsmann Rämgård lag, wobei die Schweden an diesem Tag überhaupt die überragenden Läufer waren. Zwar war das Stadion gut hergerichtet – es gab eine voll besetzte Pressetribüne und Zwischenzeitmeldungen nach allen 5 Kilometern – aber das Rennen fand praktisch unter Ausschluss der Öffentlichkeit statt, was an der technisch offensichtlich nicht zu verhindernden Spaltung der Spiele weit weg vom eigentlichen Olympiaort lag. Jernberg begann, als hätte er nur 10 Kilometer vor sich, Rämgård erstarkte gegen Schluss und rückte ihm gefährlich nahe. Die Sowjetläufer bestätigten sich als ungemein starke Langläufer. Alle Finnen litten unter einem Seitenstechen, was verwunderlich war, da sie in einem Trainingslauf vor vier Tagen nichts gespürt hatten. Die Norweger führten ihr Vorsagen auf schlecht gewachste Skier zurück; Brenden wurde schon beim ersten Aufstieg von heftigem Seitenstechen befallen und musste bei 10 km warten, ehe er wieder aufdrehen konnte.

### 50 km
| Platz | Land | Athlet            | Zeit (h)  |
| ----- | ---- | ----------------- | --------- |
| 1     | FIN  | Kalevi Hämäläinen | 2:59:06,3 |
| 2     | FIN  | Veikko Hakulinen  | 2:59:26,7 |
| 3     | SWE  | Rolf Rämgård      | 3:02:46,7 |
| 4     | SWE  | Lennart Larsson   | 3:03:27,9 |
| 5     | SWE  | Sixten Jernberg   | 3:05:18,0 |
| 6     | FIN  | Pentti Pelkonen   | 3:05:24,5 |
| 7     | URS  | Gennadi Waganow   | 3:05:27,6 |
| 8     | FIN  | Veikko Räsänen    | 3:06:04,4 |
| 9     | NOR  | Hallgeir Brenden  | 3:08:23,0 |
| 10    | NOR  | Sverre Stensheim  | 3:08:51,5 |
|       |      |                   |           |
| 20    | EUA  | Helmut Hagg       | 3:25:14,6 |
| 23    | EUA  | Rudolf Dannhauer  | 3:27:54,6 |
| 24    | EUA  | Siegfried Weiß    | 3:28:29,1 |
| 28    | EUA  | Egon Fleischmann  | 3:38:53,6 |

Datum: 27. Februar 1960, 08:00 Uhr
31 Teilnehmer aus 9 Ländern, alle in der Wertung.
Es gab einen unerwarteten finnischen Doppelerfolg. Zunächst hatte es nach einem Sieg von Jernberg ausgesehen, der nach 10 km mit deutlichem Abstand an der Spitze lag, aber sein Tempo nicht durchhalten konnte. Bereits nach 15 km befand sich Hämäläinen 4 Sekunden vor dem Schweden und nach weiteren 5 km war Jernberg auf Rang 4 zurückgefallen. Die nunmehrige Reihung an der Spitze blieb bis ins Ziel gleich. Sensationell war das schwache Abschneiden der sowjetischen Läufer, die ihre schwerste Niederlage seit ihrem Auftreten im internationalen Skisport erlitten. Sehr gut zeigten sich Italien und das deutsche Team, eine weitere Sensation stellten die in den Vorschauen geradezu unerwähnten USA dar, die alle vier Läufer ins Ziel brachten. Kein Ruhmesblatt war der vollständige Verzicht der Schweiz. Fritz Kocher war zwar eingeschrieben, doch hatte er sich nicht in der Verfassung gefühlt, um einen Fünfziger in einigermaßen guter Zeit zu bewältigen. Der als Erster gestartete Hämäläinen ließ die nach ihm gestarteten Konkurrenten um Minuten zurück. Hakulinen büßte zwischen dem dreißigsten und vierzigsten Kilometer rund 20 s ein und wurde mit 42 Sekunden Rückstand gestoppt. Hinter den beiden Finnen wuchsen die Abstände rapide. Es war mittlerweile merklich wärmer geworden, was den Läufern nicht behagte. Während die Schweden doch etwas enttäuscht waren, hatten die Norweger keine allzu großen Hoffnungen gehegt; sie vollbrachten zwar eine beachtliche Gesamtleistung, doch Brenden verlor mehr als 9 Minuten auf den Sieger.

### 4 × 10 km Staffel
| Platz | Land / Athlet                                                                  | Zeit                                                  |
| ----- | ------------------------------------------------------------------------------ | ----------------------------------------------------- |
| 1     | Finnland Toimi Alatalo Eero Mäntyranta Väinö Huhtala Veikko Hakulinen          | 2:18:45,6 h 35:03 min 34:45 min 35:01 min 33:56,6 min |
| 2     | Norwegen Harald Grønningen Hallgeir Brenden Einar Østby Håkon Brusveen         | 2:18:46,4 h 35:07 min 34:41 min 34:17,4 min           |
| 3     | Sowjetunion Anatoli Scheljuchin Gennadi Waganow Alexei Kusnezow Nikolai Anikin | 2:21:21,6 h 37:17 min 34:22 min 35:11 min 34:31,6 min |
| 4     | Schweden Lars Olsson Janne Stefansson Lennart Larsson Sixten Jernberg          | 2:21:31,8 h 34:56 min 37:44 min 34:44 min 34:07,8 min |
| 5     | Italien Giulio Deflorian Giuseppe Steiner Pompeo Fattor Marcello De Dorigo     | 2:22:32,5 h 35:37 min 35:59 min 35:30 min 35:26,5 min |
| 6     | Polen Andrzej Mateja Józef Rysula Józef Gut-Misiaga Kazimierz Zelek            | 2:26:25,3 h 36:22 min 35:33 min 37:19 min 37:51,3 min |
| 7     | Frankreich Victor Arbez René Mandrillon Benoît Carrara Jean Mermet             | 2:26:30,8 h 36:50 min 36:46 min 36:41 min 36:13,8 min |
| 8     | Schweiz Fritz Kocher Marcel Huguenin Lorenz Possa Alphonse Baume               | 2:29:36,8 h 37:43 min 38:15 min 36:37 min 37:01,8 min |
| 9     | Deutschland Cuno Werner Helmut Hagg Werner Haase Enno Röder                    | 2:31:47,1 h 37:27 min 37:53 min 37:58 min 38:29,1 min |
| 10    | Japan Takashi Matsuhashi Kazuo Satō Eiji Kurita Akemi Taniguchi                | 2:36:44,9 h 39:02 min 37:41 min 39:17 min 40:44,9 min |
| 11    | USA Mack Miller Karl Bohlin John Dendahl Peter Lahdenpera                      | 2:38:01,8 h 37:04 min 40:47 min 39:11 min 40:59,8 min |

Datum: 25. Februar 1960, 08:00 Uhr
11 Staffeln am Start, alle in der Wertung.
Beim Start gab es −4 bis −1 °C und einen neuen »Zuschauerrekord« mit 200 Personen. Es wurde auf einer einzigen Schleife gelaufen, die Schlussläufer wurden durch merklichen Rückenwind in der Endphase begünstigt. Anfangs lag ein Dreiergespann mit Finnland, Norwegen und Schweden voraus, doch im Verlauf der zweiten Runde hatte der Schwede Stefansson einen Schwächeanfall und musste kurz unterbrechen. Die Sowjetunion musste bereits nach Scheljuchin, der mit verwachsten Skiern als Achter übergab, die Hoffnungen auf Gold aufgeben. Sowohl die Sowjets als auch Schweden erholten sich von ihren Rückschlägen. Waganow arbeitete sich mit der schnellsten Runde auf Rang 5 vor und Kusnezow brachte sein Team auf Rang 3. Seitens der Schweden kam Larsson nahe an den viertplatzierten Fattor heran, Jernberg ließ dann De Dorigo stehen. Vorne sah es aus, als sei auf den letzten Kilometern der dritten Runde die Entscheidung gefallen, als Huhtala Østby ziehen lassen musste. Der finnische Schlussläufer Hakulinen ging mit 20 Sekunden Rückstand auf Brusveen ins Rennen; erlag nach 5 Kilometern nur mehr 15 Sekunden zurück und 3 km vor dem Ziel schloss zum Norweger auf. Auf den letzten 300 Meter gab es ein Kopf-an-Kopf-Rennen, wobei der völlig erschöpfte Hakulinen sich förmlich ins Ziel warf und acht Zehntelsekunden Vorsprung rettete.

## Ergebnisse Frauen

### 10 km
| Platz | Land | Athletin            | Zeit (min) |
| ----- | ---- | ------------------- | ---------- |
| 1     | URS  | Maria Gussakowa     | 39:46,6    |
| 2     | URS  | Ljubow Kosyrewa     | 40:04,2    |
| 3     | URS  | Radja Jeroschina    | 40:06,0    |
| 4     | URS  | Alewtina Koltschina | 40:12,6    |
| 5     | SWE  | Sonja Edström       | 40:35,5    |
| 6     | FIN  | Toini Pöysti        | 40:41,9    |
| 7     | SWE  | Barbro Martinsson   | 41:06,2    |
| 8     | SWE  | Irma Johansson      | 41:08,3    |
| 9     | BUL  | Krastana Stoewa     | 41:44,0    |
| 10    | SWE  | Britt Strandberg    | 42:06,8    |
|       |      |                     |            |
| 12    | EUA  | Rita Czech-Blasel   | 42:29,0    |
| 16    | EUA  | Renate Dannhauer    | 43:46,1    |
| 18    | EUA  | Sonnhilde Kallus    | 44:14,6    |

Datum: 20. Februar 1960, 08:00 Uhr
24 Teilnehmerinnen aus 7 Ländern, davon 23 in der Wertung. Aufgabe: Christa Göhler (EUA).
Anfangs sah es so aus, als ob es nach der Papierform gehen würde, denn nach 5 km führte Olympiasiegerin Kosyrewa vor Weltmeisterin Koltschina. Aber ein gewaltiger Endspurt von Gussakowa und ein Schwächeanfall Koltschinas warfen das Klassement durcheinander. Wie erwartet war Edström, die Olympiadritte von 1956, ie beste Nichtrussin; die Schwedinnen waren auch die zweitbeste Mannschaft und somit für Staffel-Silber favorisiert. Die Finninnen enttäuschten bis auf Pöysti, die Bulgarin Stoewa brach in die Phalanx der Skandinavierinnen ein. Beste Mitteleuropäerin wurde Czech-Blasel, die man als schwächer gegenüber Kallus eingeschätzt hatte. Die Bedingungen mit Sonnenschein und −8 °C waren ideal, nur die Zuseherzahl (etwa 10) nicht. Es waren nur Ehrengast Prinz Bertil, einige Funktionäre und ein paar Teamgefährtinnen der Läuferinnen anwesend.

### 3 × 5 km Staffel
| Platz | Land / Athletinnen                                                     | Zeit                                        |
| ----- | ---------------------------------------------------------------------- | ------------------------------------------- |
| 1     | Schweden Irma Johansson Britt Strandberg Sonja Edström                 | 1:04:21,4 h 21:31 min 21:45 min 21:05,4 min |
| 2     | Sowjetunion Radja Jeroschina Maria Gussakowa Ljubow Kosyrewa           | 1:05:02,6 h 22:57 min 21:18 min 20:47,6 min |
| 3     | Finnland Siiri Rantanen Eeva Ruoppa Toini Pöysti                       | 1:06:27,5 h 22:57 min 21:51 min 21:39,5 min |
| 4     | Polen Stefania Biegun Helena Gąsienica Daniel Józefa Czerniawska-Pęksa | 1:07:24,6 h 22:10 min 23:05 min 22:09,6 min |
| 5     | Deutschland Rita Czech-Blasel Renate Dannhauer Sonnhilde Kallus        | 1:09:25,7 h 22:59 min 22:48 min 23:38,7 min |

Datum: 26. Februar 1960, 08:00 Uhr
5 Staffeln am Start, alle in der Wertung.
Das Rennen begann bei gutem Wetter, Sonnenschein und −2 bis −5 °C auf der Loipe. Nach dem Vierfachsieg auf den 10 km galten die Sowjet-Athletinnen als eindeutige Favoritinnen, doch sie hatten wie schon 1956 Pech, denn Jeroschina verlor bei einem Sturz einen Ski und riss eine erhebliche Verspätung auf. Rantanen stolperte über die gestürzte Konkurrentin, was auch für sie einen Zeitverlust bedeutete. Johansson befand sich bereits in Führung, profitierte vom genannten Missgeschick und führte beim ersten Kontrollpunkt bei 2,5 km mit 25 Sekunden vor Rantanen, 31 vor Biegun und 40 vor Jeroschina. Nach 5 km war Schweden vor Polen, Finnland und der Sowjetunion voran. Gussakowa vermochte vorerst den Vorsprung Strandbergs auf 52 Sekunden zu reduzieren, konnte aber ihr forciertes Anfangstempo nicht halten, sodass die Schwedin diese Teilstrecke mit 59 Sekunden Vorsprung abschloss. Kosyrewa erzielte zwar die klare Tagesbestzeit, doch es reichte nicht mehr, um Edström abzufangen.
Die sowjetische Mannschaftsführung kündigte gegen die Wertung einen Protest an und behauptete, Jeroschina sei von Rantanen behindert worden, später auch, dass Johansson über Jeroschinas Ski gefahren sei. Dies sollte mit zwei Filmen bewiesen werden. Ebenso habe der schwedische Langläufer Lennart Larsson seine Landsfrauen als eine Art Schrittmacher neben der Spur unterstützt. Später zogen die Sowjets den Protest zurück, nachdem Mitglieder der Jury bekanntgegeben hatten, dass laut Filmbeweis Johansson nichts mit der Kollision zu tun hatte.